# 咲川ひなの
咲川 ひなの（さきかわ ひなの、2004年1月22日 - ）は、日本の女性声優。山形県出身。ステイラック所属。

## 略歴
小さい頃は活発で、外で遊ぶのが好きだった。授業中も積極的に手を挙げて、前に出るタイプの子供だったが、転校を何度か経験しており、その時に内向的になっていった気がしていた。特に小学3年生の時の転校は、クラスの友人同士の関係が出来上がっているなかで新しく入る形だったこともあり、打ち解けるのにすごく苦労し、その後はあまり目立ちたくない子になっていったと語る。
小学生の頃は、朝や夕方の時間帯に放送されていた子供向けアニメが好きで、特に『プリティーリズム』や『アイカツ!』などのキラキラした世界観や、歌って踊る要素がある作品に惹かれていた。あとはアクションやホラーも好きで、ジャンル問わず色々なアニメを観ており、幅広く好きだったことから「将来アニメに関わる仕事ができたらいいなと漠然」と思っていたという。
NHK紅白歌合戦に出演していた『ラブライブ!』のμ'sのパフォーマンスを見たことをきっかけに、演技だけでなく歌やダンスもできる声優を目指し始める。ステイラックの付属養成所Follow-Upを経て、2022年4月1日付けでステイラックの所属となった。
2025年7月、偽膜性声帯炎のため、歌唱活動を一時制限することを所属事務所を通じて発表した。

## 人物
趣味として柔軟、ピアノ、ヘアアレンジを挙げている。特技は3歳の頃から習っていた新体操。

## 出演
太字はメインキャラクター。

### テレビアニメ
2023年
- 真・進化の実〜知らないうちに勝ち組人生〜（生徒4）
- 彼女が公爵邸に行った理由
- ダークギャザリング（霊）

2025年
- 前橋ウィッチーズ（新里アズ）
- クラシック★スターズ（女子）

### 劇場アニメ
- 映画 ラブライブ!虹ヶ咲学園スクールアイドル同好会 完結編（2024年、女の子 他[14]）

### ゲーム
- けものフレンズ3（2024年、マヌルネコ[15]）
- IDOLY PRIDE（2024年、蘭々[16]）
- アズールレーン（2025年、海容[17]）
- 逆転オセロニア（2025年、サヤカ[18]）
- ニャンニャン忍び（2025年、夜桜エンマ[19]）
- 勿ノ怪契リ（2025年、陽菜[20]）

### ボイスコミック
- 蟲愛づる姫君の結婚（2023年、李玲琳[1]）
- ひかるイン・ザ・ライト！（2023年、湊果穂 他[1]）

## ディスコグラフィ

### キャラクターソング
| 発売日        | 商品名 | 歌                     | 楽曲 | 備考                                               |
| ------------- | --- | ---------------------- | --- | -------------------------------------------------- |
| 2024年9月28日 | TVアニメ『前橋ウィッチーズ』オープニングテーマ プレデビューSG「スゴすぎ前橋ウィッチーズ！」                                      | 前橋ウィッチーズ       | 「スゴすぎ前橋ウィッチーズ！」 | テレビアニメ『前橋ウィッチーズ』オープニングテーマ |
| 2024年9月28日 | TVアニメ『前橋ウィッチーズ』オープニングテーマ プレデビューSG「スゴすぎ前橋ウィッチーズ！」                                      | 前橋ウィッチーズ       | 「うちらの花屋は黙ってない！」 | テレビアニメ『前橋ウィッチーズ』関連曲             |
| 2024年12月1日 | TVアニメ『前橋ウィッチーズ』エンディングテーマ プレデビューSG2「それぞれのドア」                                                 | 前橋ウィッチーズ       | 「それぞれのドア」 | テレビアニメ『前橋ウィッチーズ』エンディングテーマ |
| 2024年12月1日 | TVアニメ『前橋ウィッチーズ』エンディングテーマ プレデビューSG2「それぞれのドア」                                                 | 前橋ウィッチーズ       | 「1,2,3, Magic！」 | テレビアニメ『前橋ウィッチーズ』関連曲             |
| 2025年4月26日 | それぞれのウィッチーズ - アズ -                                                                                                  | 新里アズ（咲川ひなの） | 「スゴすぎ前橋ウィッチーズ！（アズ Solo Ver.）」 「うちらの花屋は黙ってない（アズ Solo Ver.）」 「1,2,3 Magic！（アズ Solo Ver.）」 「それぞれのドア（アズ Solo Ver.）」 | テレビアニメ『前橋ウィッチーズ』関連曲             |
| 2025年5月28日 | TVアニメ『前橋ウィッチーズ』オープニングテーマ / エンディングテーマ「スゴすぎ前橋ウィッチーズ！ / それぞれのドア」オープニング盤 | 前橋ウィッチーズ       | 「絢爛SHOWTIME！！」 | テレビアニメ『前橋ウィッチーズ』関連曲             |
| 2025年5月28日 | TVアニメ『前橋ウィッチーズ』オープニングテーマ / エンディングテーマ「スゴすぎ前橋ウィッチーズ！ / それぞれのドア」エンディング盤 | 前橋ウィッチーズ       | 「MAKASETENE」 | テレビアニメ『前橋ウィッチーズ』関連曲             |
| 2025年6月25日 | 前橋ウィッチーズ Blu-ray 2（特装限定版） 特典CD                                                                                  | 新里アズ（咲川ひなの） | 「Cross × Millennium」 | テレビアニメ『前橋ウィッチーズ』関連曲             |
| 2025年7月30日 | TVアニメ『前橋ウィッチーズ』1stアルバム「アゲラタム」                                                                            | 前橋ウィッチーズ       | 「夢よ、咲け！」 「シャボン・テンション！」 「You Are My World」 「無敵☆PAYAPAYA」 「Meteor Shower」                                                                     | テレビアニメ『前橋ウィッチーズ』挿入歌             |
| 2025年7月30日 | TVアニメ『前橋ウィッチーズ』1stアルバム「アゲラタム」                                                                            | 前橋ウィッチーズ       | 「ドリーミードリーミーフラワー」 「GAPPO ＆ GAPPO (feat.ケロッペ)」 「推せる想いをぶつけちゃお？☆」 「花たちはどんな夢を見る」                                           | テレビアニメ『前橋ウィッチーズ』関連曲             |

### ユニットメンバー
1. 1 2 3  赤城ユイナ（春日さくら）、新里アズ（咲川ひなの）、北原キョウカ（本村玲奈）、三俣チョコ（三波春香）、上泉マイ（百瀬帆南）